# Protaetia fusca
Protaetia fusca är en skalbaggsart som beskrevs av Herbst 1790. Protaetia fusca ingår i släktet Protaetia och familjen Cetoniidae. Inga underarter finns listade i Catalogue of Life.